# (9195) 1992 OF9
A (9195) 1992 OF9 egy kisbolygó a Naprendszerben. Henri Debehogne és Álvaro López-García fedezte fel 1992. július 26-án.